# Équipe des Îles Salomon des moins de 17 ans de football
Maillots
L'équipe des Salomon des moins de 17 ans est une sélection de joueurs de moins de 17 ans au début des deux années de compétition placée sous la responsabilité de la Fédération des Salomon de football.
L'équipe est deux fois finaliste du championnat d'Océanie des moins de 17 ans.

## Parcours en Championnat d’Océanie
- 1983 : Non inscrit
- 1986 : Non inscrit
- 1989 : Non inscrit
- 1991 : Non inscrit
- 1993 :  Finaliste
- 1995 : Quatrième
- 1997 :  Troisième
- 1999 :  Troisième
- 2001 : 1er tour
- 2003 : 1er tour
- 2005 :  Troisième
- 2007 : Non inscrit
- 2009 : Non inscrit
- 2011 :  Troisième
- 2013 : Non inscrit
- 2015 : 1er tour
- 2017 : Demi-finaliste
- 2018 :  Finaliste
- 2023 : Non inscrit

## Parcours en coupe du monde
- 1985 : Non qualifié
- 1987 : Non qualifié
- 1989 : Non qualifié
- 1991 : Non qualifié
- 1993 : Non qualifié
- 1995 : Non qualifié
- 1997 : Non qualifié
- 1999 : Non qualifié
- 2001 : Non qualifié
- 2003 : Non qualifié
- 2005 : Non qualifié
- 2007 : Non qualifié
- 2009 : Non qualifié
- 2011 : Non qualifié
- 2013 : Non qualifié
- 2015 : Non qualifié
- 2017 : Non qualifié
- 2019 : 1er tour
- 2023 : Non qualifié